# Honorine Hermelin
Pour les articles homonymes, voir Hermelin.
Honorine Hermelin (19 octobre 1886 - 4 septembre 1977) est une directrice d'école et féministe suédoise.

## Biographie
Hermelin naît à Ekebyborna dans la province suédoise d'Östergötland, en 1886, elle a un frère aîné. Leur mère, Honorine von Koch meurt quelques jours après sa naissance. Leur père, Joseph Hermelin, se remarie lorsque Honorine est adolescente et a sept autres enfants. Honorine est éduquée à domicile, puis elle est élève de l'école Brummer, à Stockholm. Elle fait une formation d'enseignante à l'institut d'Anna Sandström de 1905 à 1907, puis en 1910-1911, et elle obtient son diplôme. Elle obtient un poste d'enseignante à l'école Brummer en 1907 et y enseigne jusqu'en 1919. Elle poursuit sa formation en suivant des cours à Stockholm et à l'université d'Uppsala. De 1916 à 1925, elle donne aussi des cours à l'institut de formation d'enseignantes d'Anna Sandström, où elle a elle-même fait ses études.
En 1925, elle prend la direction de l'école pour femmes du groupe Fogelstad, jusqu'en 1954. Sous sa direction, Kvinnliga medborgarskolan vid Fogelstad était connue sous le nom de « Lilla Ulfåsa ». Elle fait partie du « groupe de Fogelstad », qui compte également Kerstin Hesselgren, Ada Nilsson, Elin Wägner et Elisabeth Tamm. Elle est conseillère municipale de 1930 à 1946, et présidente d'un conseil scolaire, première femme à exercer cette fonction en Suède, de 1932 à 1943.

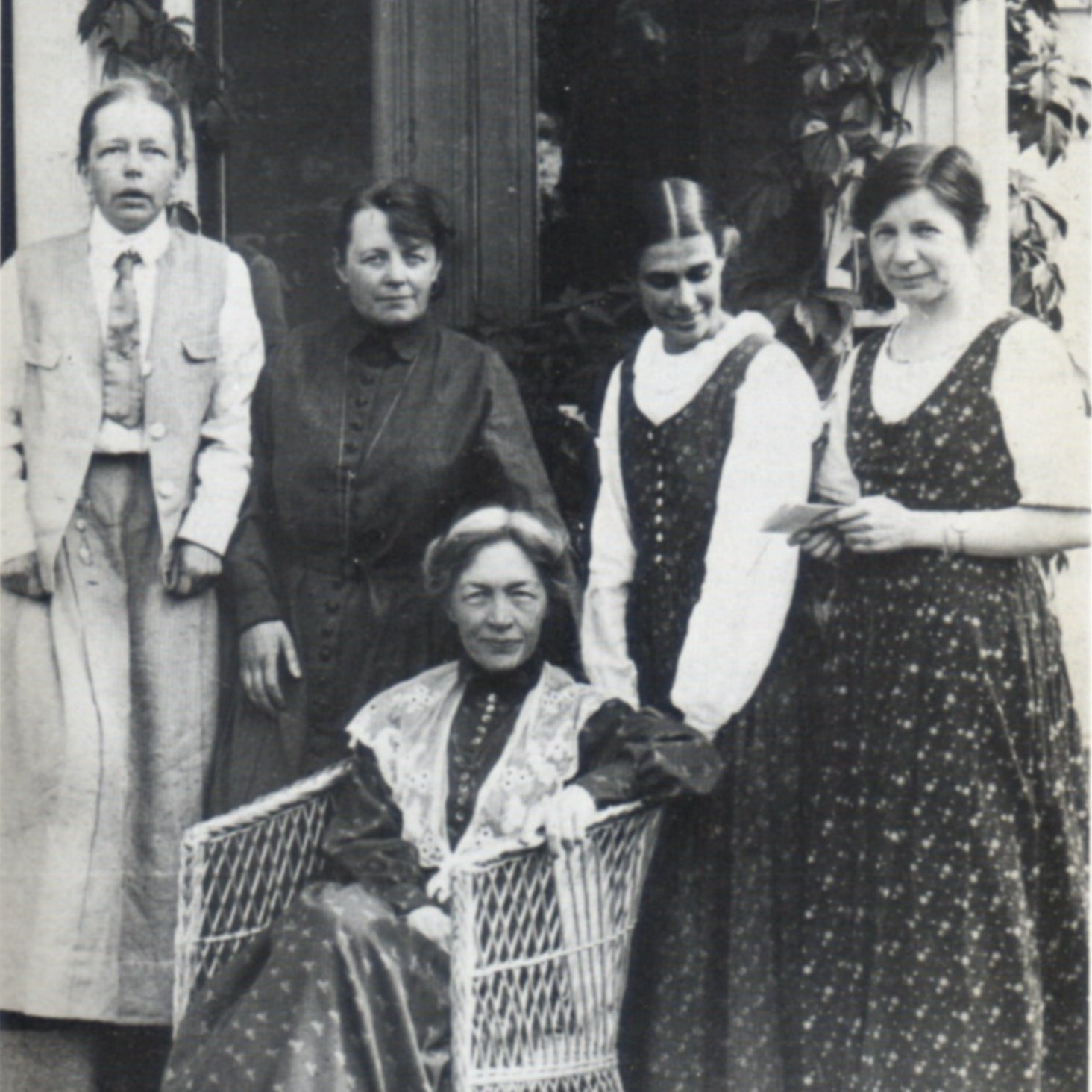
Féministes des années 1920 De gauche à droite : Elisabeth Tamm, Ada Nilsson, Kerstin Hesselgren assise, Honorine Hermelin et Elin Wägner

Le groupe de Fogelstad crée aussi un magazine hebdomadaire, Tidevarvet, fondé en 1923 ou 1924, par Kerstin Hesselgren, Honorine Hermelin, Ada Nilsson, Elisabeth Tamm et Elin Wägner.
Elle épouse en 1947, Vilhelm Grønbech, un historien des religions danois, mais celui-ci meurt après quelques mois de mariage. Elle est très liée à Ada Nilsson qui, lorsqu'elle devient malvoyante, vient vivre chez Honorine Hermelin, jusqu'à sa mort en 1964. Honorine Hermelin a été aussi très proche de l'auteur et critique littéraire Hagar Olsson. Après la mort d'Ada Nilsson, elle partage son temps entre Fogelstad et Blomsterfonden, dans la banlieue de Stockholm.
L'école Kvinnliga medborgarskolan vid Fogelstad cesse ses activités en 1954. Honorine Hermelin quant à elle garde des activités d'enseignement et de conférencière, elle reste active au sein de l'association et du magazine dont elle est rédactrice de 1944 à 1974.
Honorine Hermelin meurt le 4 septembre 1977 à Brännkyrka. Elle est inhumée dans le cimetière de Julita, à côté de la tombe d'Elisabeth Tamm.

## Publications
- Från Ulfåsa till Fogelstad : samlade fragment. - Stockholm, 1969.
- Har vi en världsåskådning? - Stockholm, 1943.
- De hemliga rollerna : ett otidsenligt försök att fånga en glimt av "den mänskliga faktorn" i vår livssituation. - Stockholm, 1964.
- Den nya skolan och den gamla. - Stockholm, 1927.
- Skolan har makt. - Stockholm, 1945.

## Hommages
Elle reçoit en 1954 le Illis quorum, pour ses « activités significatives en faveur de l'éducation civique ».
Un portrait d'elle, réalisé par Siri Derkert, est conservé au musée national suédois.